# Centro Nacional para Crianças Desaparecidas e Exploradas
O Centro Nacional para Crianças Desaparecidas e Exploradas (NCMEC) é uma organização privada sem fins lucrativos estabelecida em 1984 pelo Congresso dos Estados Unidos. Em Setembro de 2013, a Câmara dos Representantes dos Estados Unidos, o Senado dos Estados Unidos e o Presidente dos Estados Unidos voltaram a autorizar a alocação de 40 milhões de fundos para o NCMEC, como parte do Missing Children’s Assistance Reauthorization Act of 2013 (H.R. 3092; 113th Congress). A atual presidente é a advogada de direitos da criança Patty Wetterling, mãe de Jacob Wetterling.

## História

### Fundos e anos anteriores
A formação do Centro Nacional para Crianças Desaparecidas e Exploradas teve origem em notáveis casos de crianças raptadas, tal como o rapto de 1979 de Etan Patz de 6 anos da Cidade de Nova Iorque, e o rapto e homicídio de 1981 de Adam Walsh de 6 anos de um centro comercial em Hollywood, Flórida. Como a polícia tinha a capacidade de registar e localizar informação sobre carros roubados, armas roubadas e até cavalos roubados com o computador nacional de crime do FBI, acreditava-se que o mesmo devia ser feito para as crianças. Em 1984, o Congresso dos Estados Unidos passou o Missing Children's Assistance Act, que estabeleceu um Centro Nacional de Recursos e Compensação a Crianças Desaparecidas e Exploradas. A 13 de Junho de 1984, o Centro Nacional de Crianças Desaparecidas e Exploradas foi formado pelo Presidente Ronald Reagan numa cerimónia na Casa Branca para manter esses recursos. A linha nacional de 24 horas 1-800-THE-LOST, gratuita, para crianças desaparecidas foi também estabelecida.
Primeiramente fundada pelo Departamento da Justiça, o NCMEC actua como uma fonte de informação e recursos para pais, crianças, agências de autoridade, escolas, e comunidades para ajudar a localizar crianças desaparecidas e aumentar a atenção do público sobre formas de prevenir o rapto de crianças, abuso sexual de crianças e pornografia infantil. John Walsh, Noreen Gosch, e outros advogados estabeleceram o centro como resultado da frustração de uma falta de recursos e coordenação entre as autoridades e outras agências governamentais.
O Centro providencia informação para ajudar a localizar crianças dadas como desaparecidas (por rapto parental, rapto de menores, ou fugitivos de casa) e para ajudar crianças abusadas fisicamente e sexualmente. Com esta capacidade de recursos, o NCMEC distribui fotografias de crianças desaparecidas e aceita pistas e informação do público. Também coordena essas actividades com vários estados e agências legais de autoridades.
Durante meados até ao fim dos anos 80, o brinquedo Teddy Ruxpin tornou-se o "Urso falante oficial" do centro no pico da sua popularidade. Devido a esta sociedade, várias histórias tiveram informações extra para as crianças ficarem a salvo de raptos, predadores sexuais, etc. Isto também causou uma série animada para um clip chamado "Protege-te a ti próprio" no qual informação de segurança para crianças era dada por actores infantis famosos.
Em Setembro de 2013, a Câmara dos Representantes dos Estados Unidos, o Senado dos Estados Unidos e o Presidente dos Estados Unidos votou para reautorizar 40 milhões de dólares em fundos para o Centro Nacional para Crianças Desaparecidas e Exploradas como parte de umaLei de Reautorização de Ajuda a Crianças Desaparecidas de 2013 (H. R. 3092; 113th Congresso).
O Centro não se especializa apenas em localizar crianças desaparecidas, mas a identificar os falecidos. Existem váriosfalecidos por identificar no país, alguns deles crianças, adolescentes e jovens adultos. Tal como crianças desaparecidas, posters são criados para os casos e, é possível, mostrar reconstruções faciais forenses do sujeito que mostram uma estimativa da sua aparência enquanto vivo. As reconstruções que o NCMEC cria foram consideradas arte e foram confundidas com fotografias.

## Aplicações da procura dos Estados Unidos por crianças

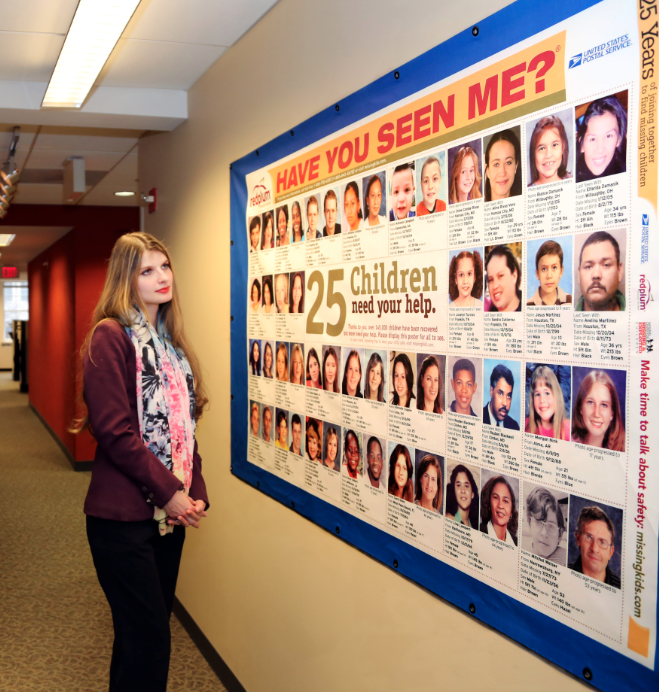
Alicia Kozakiewicz no Centro Nacional para Crianças Desaparecidas e Exploradas, redondezas deAlexandria, VA

Efectivamente em 5 de Setembro de 1995, as aplicações em busca do regresso ou acesso às crianças nos Estados Unidos sob a Convenção de Hague nos Aspectos Civis do Rapto Internacional de Crianças foram processadas pelo NCMEC para o Departamento do Estado dos Estados Unidos, Departamento de Problemas Infantis sob o contracto do Departamento do Estado e para o Departamento da Justiça dos Estados Unidos. A 1 de Abril de 2008, o Departamento de Problemas Infantis voltou a assumir os Deveres da Autoridade Central dos Estados Unidos para processar casos sob a Convenção de Rapto de Hague. Como resultado do seu estado como contracto governamental bem como fundos providenciados pela Lei das Crianças Desaparecidas e Lei da Assistência a Crianças Desaparecidas, o NCMEC recebe (desde 2008) 40 milhões de dólares cada ano do Governo Americano.

## Internacional
Em 1998, o Quadro de Directores do NCMEC aprovou a criação de uma organização internacional separada, o Centro Internacional para Crianças Desaparecidas e Exploradas (ICMEC); os dois agora actuam como organizações irmãs. O ICMEC combate a exploração sexual infantil, pornografia infantil, e raptos de crianças. ICMEC recebeu a sua primeira reunião de directores em 1998. Foi oficialmente lançada em Abril de 1999.
ICMEC juntamente com o NCMEC dirige uma rede global de crianças desaparecidas de 22 países. ICMEC treinou pessoal das forças legais de 121 países, trabalha com autoridades em mais de 100 países, e tem vindo a trabalhar com as legislaturas de 100 países para adoptar novas leis no combate da pornografia infantil. ICMEC também encoraja a criação de centros nacionais de operações construídos num modelo de parceria público-privada, e lidera finaciamente global e coligações industriais para erradicar a exploração sexual e pornografia infantil. O Instituto da Lei e Política Internacional da Família Koons é o braço das buscas do Centro Internacional. Em Agosto de 2008, foi garantido ao ICMEC "Especial Estado de Consulta" pelo Conselho Económico e Social das Nações Unidas (ECOSOC), para ajudar as Nações Unidas com a sua experiência sobre a exploração sexual de crianças e o rapto de crianças. O ICMEC também trabalha com a organização intergovernamental INTERPOL, a organização inter-continental Organização dos Estados Americanos (o OAS), e com a Conferência da Lei Privada Internacional de Hague.
NCMEC é uma associada do PACT Pais e Crianças Raptadas Juntos nos Reino Unidos.

## Publicações
Em 2007, o NCMEC e a Duracell juntamente com a empresa de relações públicas PainePR produziram um livro de crianças chamado The Great Tomato Adventure: A Story About Smart Safety Choices (A Grande Aventura do Tomate: Uma História Sobre Escolhas Inteligentes de Segurança) juntamente com uma série de ferramentas educacionais para pais e guardiões de crianças mais velhas chamado Teachable Moments Guide. Os livros eram produzidos e publicados pela Arbor Books e prefácio escrito pela actriz, e autora de sucessos para crianças, Jada Pinkett Smith. Ambas as ferramentas foram introduzidas como uma extensão do programa de segurança de sucesso que foi lançado em 2006. O livro foi disponibilizado com download gratuito através do web site Power of Parents..

## Quadro e membros notáveis
- Ernie Allen, antigo Presidente e CEO
- Dennis DeConcini, antigo Senador dos Estados Unidos